# Proton (automerk)

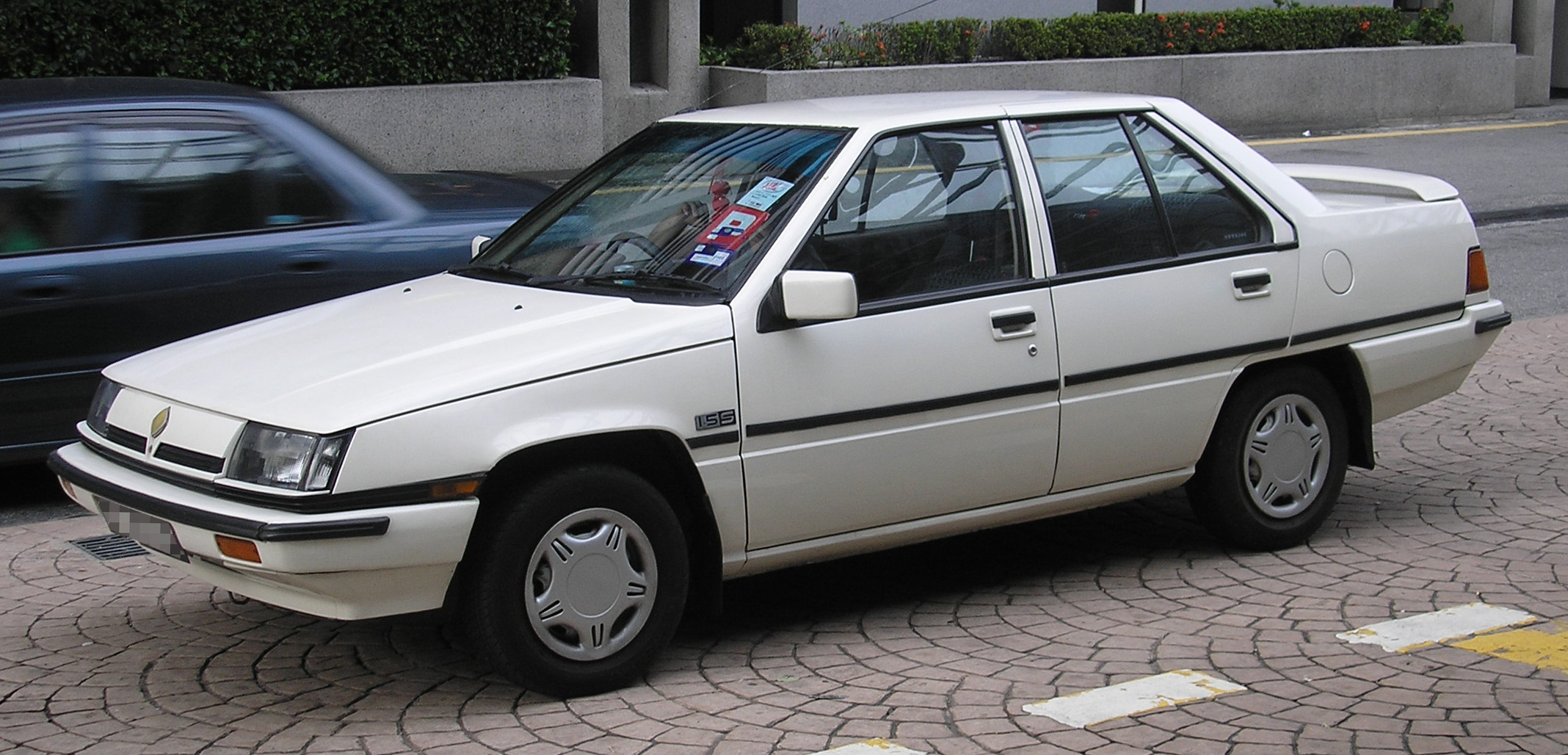
Proton Saga (Iswara)

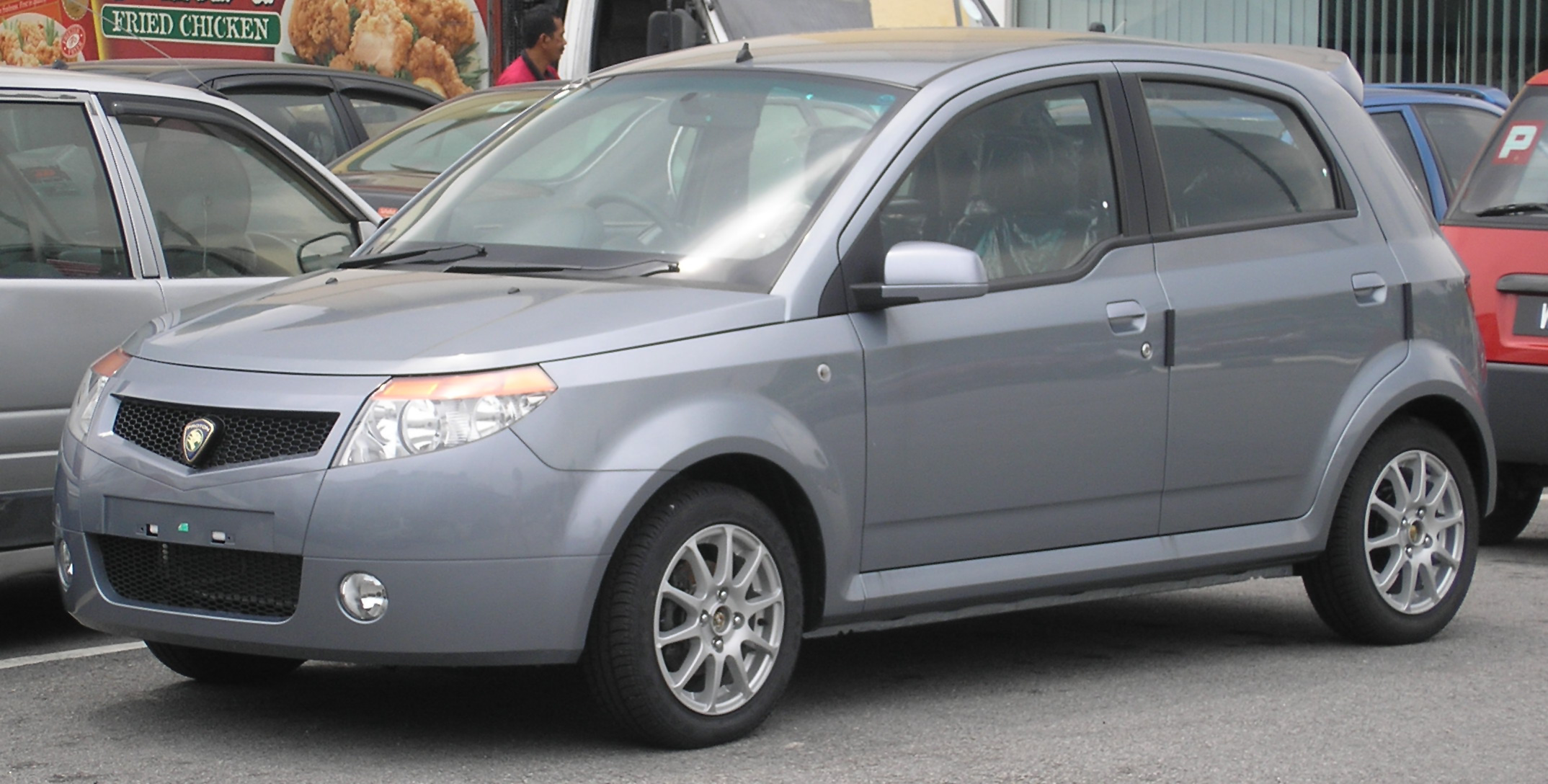
Proton Savvy

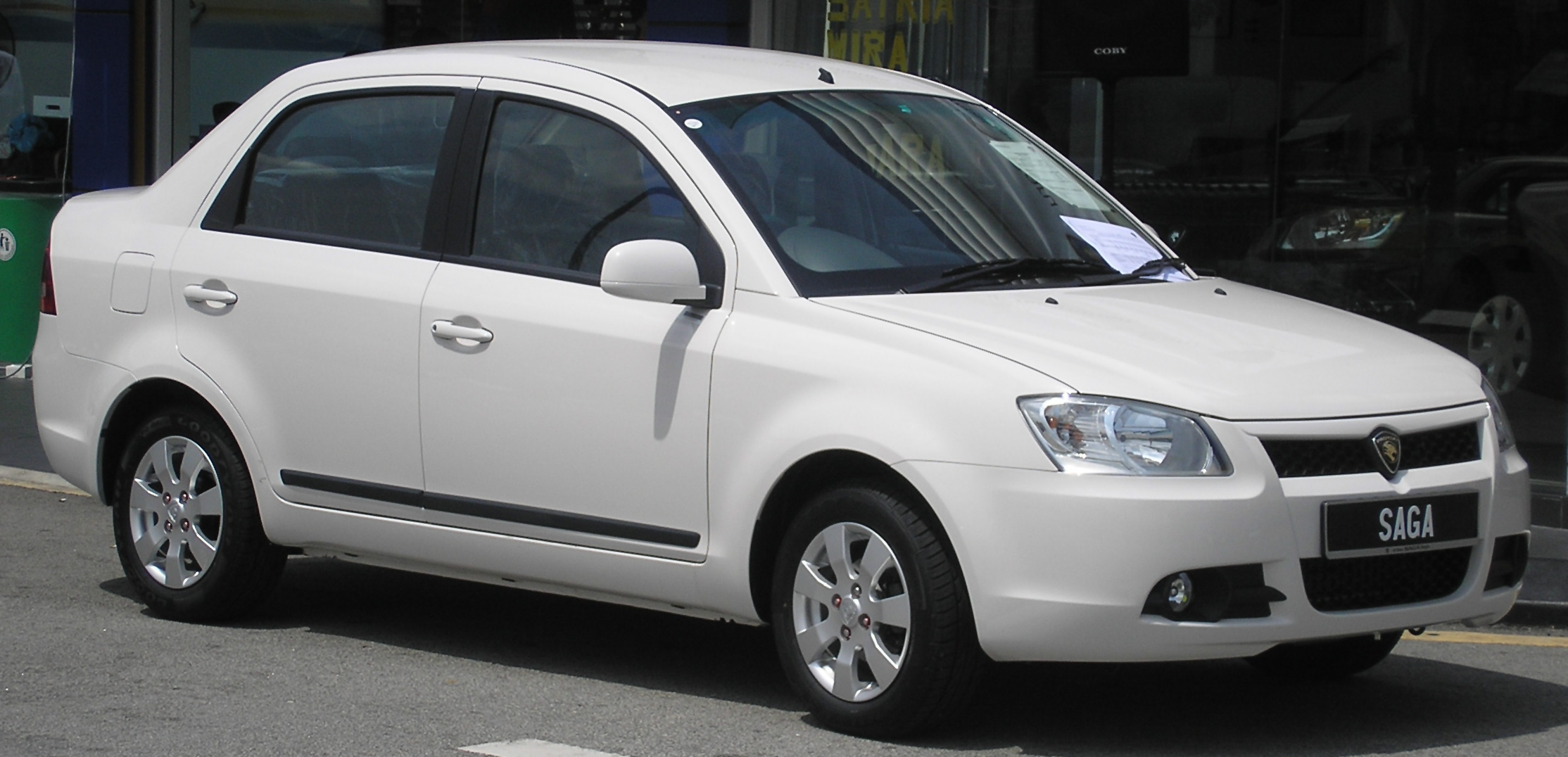
Proton Saga (tweede generatie)

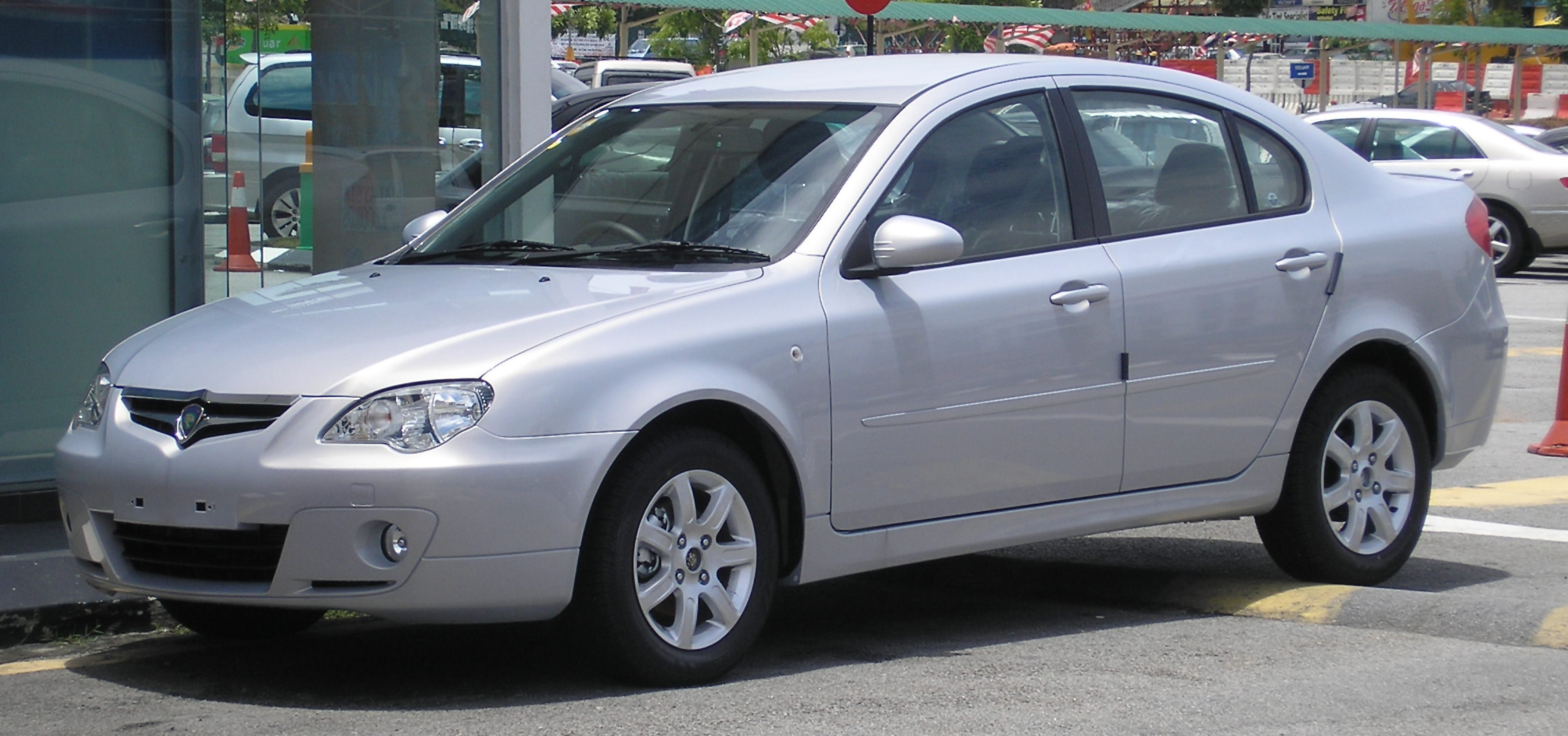
Proton Persona

Proton (Perusahaan Otomobil Nasional, Maleisisch voor Nationale Automobiel Maatschappij), is een Maleisische autofabrikant en is nog altijd in handen van de Maleisische staat. Het bedrijf heeft een notering aan de Maleisische beurs.

## Geschiedenis
Het merk werd opgericht in 1983 door de toenmalige premier van Maleisië, Mahathir Mohamad. In 1985 startte de productie van het eerste model, de Saga.
Saga was net als latere modellen van het merk gebaseerd op Mitsubishi-techniek. Want naast de op de derde generatie Mitsubishi Lancer gebaseerde Saga kwam in 1993 de Wira op de markt, gebaseerd op de vijfde generatie Lancer, gevolgd door de Satria in 1995 die gebaseerd was op de Colt, de Putra gebaseerd op de Mirage Asti die in hetzelfde jaar uitkwam, de Proton Perdana die eveneens in 1995 uitkwam en onderhuids gelijk was aan de zevende generatie Galant. Al in 1988 werd het merk gelanceerd in het Verenigd Koninkrijk.
In 1996 werd de Tiara geïntroduceerd die gebaseerd was op de vijfdeurs Citroën AX. Dit model was uitsluitend bedoeld voor de thuismarkt. In datzelfde jaar werd Proton eigenaar van het sportwagenmerk Lotus. Ook werd het merk leverbaar in steeds meer Europese landen, waaronder België en Duitsland, maar niet in Nederland. Het merk had weinig succes in de West-Europese landen, waarna Proton zich terugtrok uit deze markten. Het merk was voor langere tijd alleen nog in het Verenigd Koninkrijk leverbaar, maar dit werd omstreeks 2012 ook gestaakt.
Pas in 2000 kwam het eerste model dat helemaal door Proton zelf was ontworpen, de Waja die in onder andere in het Verenigd Koninkrijk verkocht wordt als Impian. Vervolgens kwam in 2001 de Juara uit, een microvan gebaseerd op de Mitsubishi Town Box. Dit model was bedoeld als concurrent van de Perodua Kenari, maar werd desondanks zeer matig verkocht. Een jaar later kwam de pick-up Arena uit, in het Verenigd Koninkrijk Jumbuck geheten. Dit model was gebaseerd op de Proton Wira.
In 2004 bracht kwam de compacte middenklasser Gen.2 op de markt. Het model werd mede ontworpen door Lotus, waardoor het een uitstekende wegligging heeft. Helaas zijn het kwaliteitsniveau en de gebruikte materialen van een bedroevend laag niveau, hoewel latere modellen met behulp van TÜV een stuk beter zijn. De Gen.2 was tevens het eerste model dat gebruikmaakte van de door Proton zelf ontworpen Campro-motoren. In 2004 kreeg Proton ook een meerderheidsbelang in motorenfabrikant MV Agusta.
Vervolgens kwam in 2005 de Savvy uit als opvolger van de Tiara. Deze in het B-segment vallende stadsauto valt op door zijn opvallende vormgeving. De Savvy maakt gebruik van een 1.2 liter Renault-motor en in tegenstelling tot de Gen.2 had de Savvy een aanvaardbaar kwaliteitsniveau, maar desondanks is het model niet zo succesvol als Proton had gehoopt. Perodua verkoopt jaarlijks ongeveer zes keer zoveel auto's van de grote concurrent Perodua Myvi. De verkoopcijfers van Proton daalden in Maleisië van 166.118 in 2005 tot 115.538 auto's in 2006 en het marktaandeel ging van 40% in 2005 tot 32% in 2006. Perodua verkocht in 2006 juist veel meer auto's, waardoor Perodua met een marktaandeel van 41,6% in 2006 voor het eerst meer auto's dan Proton verkocht.
In 2006 werd de Satria opgevolgd door de Satria Neo. Het is een van de belangrijkste modellen voor Proton. Volgens critici heeft het model een erg goede wegligging, maar biedt weinig verfijning en ruimte en het veiligheidsniveau is ook weinig denderend. In hetzelfde jaar kwam Proton met de Chancellor, een verlengde uitvoering van de Waja. Op 15 augustus 2007 werd de nieuwe Persona geïntroduceerd, een sedanuitvoering van de Gen.2. Het model verkoopt uitstekend in Maleisië.
Belangrijker voor het merk was de in 2008 geïntroduceerde nieuwe generatie Saga. Het model is in principe een sedanversie van de Savvy, maar heeft een verlengd onderstel en de zelf ontwikkelde 1.3 Campro-motor. Het model sloeg aan en de verkopen van Proton zijn dan ook weer flink aangetrokken met 44.667 verkochte exemplaren in juli-augustus 2008 tegen 39.888 in dezelfde periode een jaar eerder. Tegelijkertijd wist Proton haar marktaandeel in zijn thuisland in die periode op te voeren van 24% naar 33%.
Op 15 april 2009 heeft Proton een geheel nieuwe 7-zits MPV geïntroduceerd, de Exora.
Om de naamsbekendheid te vergroten deed Proton in het begin van het eerste decennium van de 21ste eeuw mee aan het Wereldkampioenschap rally voor standaard auto's met de PERT, in principe gewoon een Mitsubishi Lancer EVO met eigen logo's. Ook sponsoren ze Alex Yoong en het A1GP team van Maleisië.
Proton exporteerde zijn auto's naar het Verenigd Koninkrijk, Zuid-Afrika, Australië, Nieuw-Zeeland, het Midden-Oosten, Indonesië, Singapore, Brunei, Taiwan, Bangladesh, Nepal, Sri Lanka, Pakistan, Cyprus en Mauritius. Op 9 januari 2008 werd Proton officieel gelanceerd in de Volksrepubliek China. Het merk is voor China omgedoopt tot Europestar en voorlopig is het enige model de RCR, ofwel de Proton Gen.2.
In januari 2012 kocht DRB-Hicom een belang van 42,74% in Proton van de staatsinvesteringsfonds Khazanah Nasional.
In 2017 verkocht Proton 70.991 voertuigen, iets minder dan de 72.291 verkochte voertuigen in 2016. In 2016 had het een marktaandeel van 12,5%.
Medio 2017 werd Zhejiang Geely Holding Group, de moedermaatschappij van de Chinese autofabrikant Geely, grootaandeelhouder in het bedrijf. Het kreeg een belang van 49,9%. Verder nam het Chinese bedrijf het meerderheidsbelang van 51% in Lotus over van Proton. Geely zal Proton's fabriek in Tanjung Malim gebruiken om de Geely Boyue te produceren. De fabriek heeft een capaciteit van 350.000 voertuigen per jaar, maar hiervan wordt maar een klein deel daadwerkelijk benut.

## In productie
- 2008-heden Proton Saga
- 2007-heden Proton Persona (Gen.2 sedan)
- 1995-heden Proton Perdana (Coupe/400-serie Coupé)
- 2009-heden Proton Exora
- ?-heden Proton Iriz
- ?-heden Proton X50
- ?-heden Proton X70

## Uit productie
- 1993-? Proton Wira (Persona/400-serie)
- 1996-2000 Proton Tiara
- 1985-2008 Proton Saga (eerste generatie)
- 1995-2006 Proton Satria (Compact/300-serie)
- 1995-2000 Proton Putra (400-serie Coupe)
- 2000-? Proton Waja (Impian)
- 2001-2003 Proton Juara
- 2004-? Proton Gen.2
- 2005-? Proton Savvy
- 2006-? Proton Satria Neo

## Verkoopcijfers
De verkoopcijfers van Proton op jaarbasis. Het bedrijf is een kleine producent en de verkopen zijn in de geschiedenis nooit boven de 220.000 stuks uitgekomen. De ommekeer in de verkopen vanaf 2019 is vooral toe te schrijven aan de introductie van nieuwe modellen, met name de X50 en X70, die in samenwerking met Geely in de markt zijn gekomen.